# Remy Bonjasky
Remy Bonjasky (Paramaribo, Surinam, 10 de gener de 1976) és un lluitador de Muay Thai dels Països Baixos i tres vegades campió del K-1 World Grand Prix al Japó.
Durant la seva infantesa es va dedicar al futbol però un trencament de la cama el va obligar a deixar de jugar. Als 18 anys un amic el va portar al Mejiro Gym, un gimnàs de Muay Tailandès, i des de llavors es va decidir a entrenar en l'especialitat. El primer combat va ser als 19 anys davant d'un holandès d'arts marcials mixtes (MMA), Valentijn Overeem. Bonjasky va guanyar per K.O. tècnic i des d'aquest moment va deixar el seu treball com a operador per dedicar-se a temps complet als seus entrenaments. El 6 de desembre de 2003 arriba al K-1 World Grand Prix que se celebra entre els vuit millors lluitadors de l'any al Japó. En els quarts de final es va enfrontar a Peter Graham guanyant en el primer round. Després en les semifinals va guanyar a Cyril Abidi ia la final va guanyar l'ídol local Musashi per decisió després de tres assalts.
A l'any següent, el 4 de desembre va defensar amb èxit el seu campionat guanyant en els quarts de final a Ernesto Hoost, a l'ex-boxejador Francois Botha i per segon any consecutiu al local Musashi encara que en aquesta ocasió amb més problemes, ja que va guanyar per decisió en el cinquè assalt. Va participar en el K-1 World Grand Prix però va abandonar per problemes tècnics. Al juliol de 2007 Remy va ajudar a la policia neerlandesa a arrestar a dos criminals britànics per la qual cosa va ser condecorat amb la medalla al coratge i l'honor. Més tard el 2008 tornà a guanyar el K-1 World Grand Prix.

## Títols
- 1998 IPMTF European Super Heavyweight champ
- 1999 WPKA World Super Heavyweight Muay Thai champion
- 2003 K-1 World GP champion
- 2003 K-1 World GP in Las Vegas champion
- 2004 K-1 World GP champion
- 2008 K-1 World GP champion